# Haus Labs
Haus Labs by Lady Gaga (ou simplesmente Haus Labs; anteriormente nomeada como Haus Laboratories) é uma empresa estadunidense de cosméticos veganos e livres de crueldade animal fundada pela cantora e atriz Lady Gaga, e teve seu primeiro lançamento em setembro de 2019. Foi a primeira grande linha de beleza a ser lançada exclusivamente na Amazon, lançada em nove países, incluindo França, Alemanha, Japão, Reino Unido e Estados Unidos. Em 2022, a empresa passou por uma reformulação e e foi relançada em 9 de junho em parceria com a Sephora. A missão da empresa é “espalhar bondade, bravura e criatividade, fornecendo ferramentas para auto expressão e reinvenção”. 

A Haus Laboratories foi originalmente lançada em 2012 como uma marca de perfumes, em associação com a Coty, Inc., empresa multinacional de beleza. Sua primeira fragrância, Fame, saiu no mesmo ano, e a segunda, chamada Eau de Gaga, em 2014.